# Scopula okakaria
Scopula okakaria là một loài bướm đêm trong họ Geometridae.